# Herrerasaurus

Herrerasaurus a fost un gen de dinozaur carnivor care a trăit în timpul Triasicului târziu, acum 230-220 de milioane de ani în urmă în Argentina. Aparținând teropodelor sau considerat un saurischian primar, Herrerasaurus este un reprezentant foarte primitiv, precedând apariția alozaurului cu 75 de milioane de ani, iar a Tyrannosaurusului cu 160 de milioane de ani, făcându-l unul dintre cele mai cei mai vechi dinozauri cunoscuți.. A fost denumit după fermierul argentinian Victorino Herrera, primul care a observat un schelet fosilizat al uneia dintre aceste creaturi în aflorimentele stâncoase de pe dealurile subalpine ale Anzilor, din apropiere de San Juan, Argentina. Specia tip Herrerasaurus ischigualastensis a fost descrisă de Osvaldo Reig în 1963 și este singura specie atribuite genului. Ischisaurus și Frenguellisaurus sunt sinonime.

## Descriere

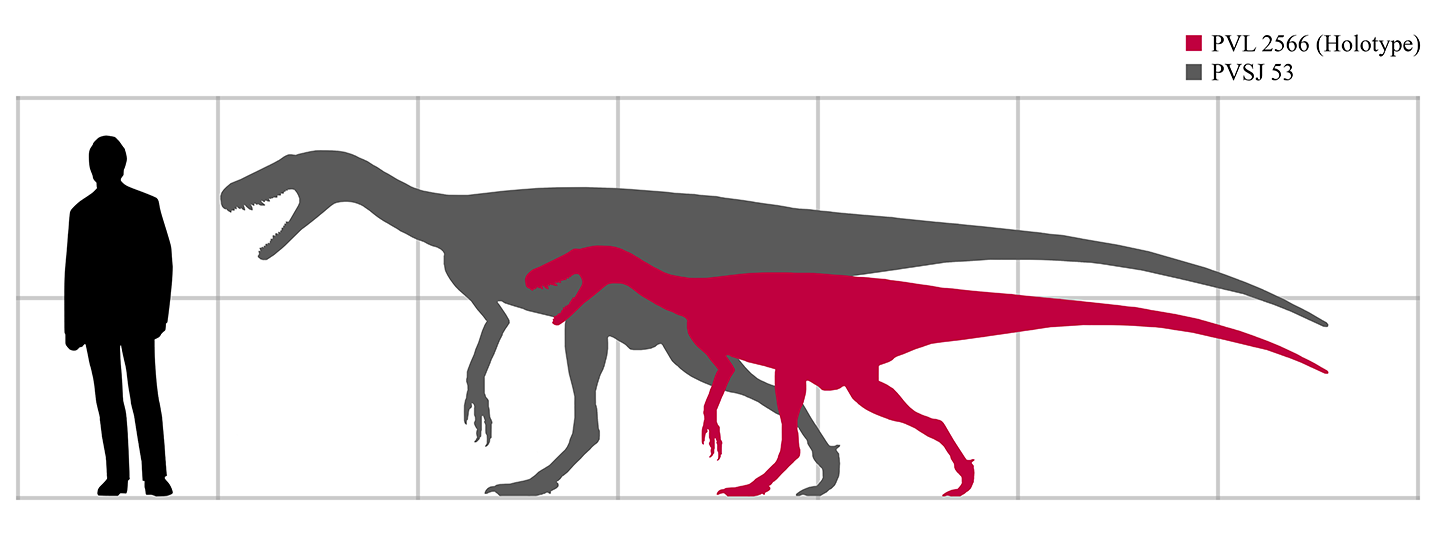
Diagramă care arată dimensunea holotipului (roșu) și cel mai mare exemplar cunoscut (gri), comparativ ca mărime cu un om.

Herrerasaurus a fost un carnivor biped cu o construcție ușoară, coada lungă și un cap relativ mic. Adulții aveau cranii de până la 56 cm, o lungime totală de până la 6 metri și o greutate de 350 kg. Exemplarele mai mici aveau jumătate din dimensiune, cu cranii de doar 30 cm lungime.
Avea membrele posterioare puternice, cu coapse scurte și picioare destul de lungi, ceea ce indică faptul că era probabil un alergător rapid. Piciorul avea cinci degetele la picioare, dar numai cele trei din mijloc (cifrele II, III și IV) aveau importanță. Degetele exterioare (I și V) erau mici, primul deget având o gheară mică. Coada, întărită parțial prin proiecții vertebrale suprapuse, a echilibrat corpul și a fost o adaptare pentru viteză. Brațele Herrerasaurus erau mai scurte decât jumătate din lungime picioarelor. Partea superioară a brațului și antebrațului au fost destul de scurte, în timp ce mâna era alungită.  Primele două degete și degetul mare se încheiau cu gheare curbate, ascuțite, pentru a prinde prada. Al patrulea și al cincilea deget erau mici cioturi fără gheare.
Herrerasaurus afișează trăsături care se găsesc la diferite grupuri de dinozauri și câteva trăsături care se găsesc la arhosaurii non-dinozauri. Deși împărtășește majoritatea caracteristicilor dinozaurilor, există câteva diferențe, în special în forma oaselor șoldului și picioarelor. Pelvisul său este ca cel al dinozaurilor saurischieni, dar are un acetabulum osos (unde femurul se întâlnește cu pelvisul ) care era doar parțial deschis. Osul iliac, principalul os al șoldului, este susținut de doar două vertebre sacrale, o trăsătură primitivă. Cu toate acestea, pubisul este orientat înapoi, o trăsătură derivată așa cum se vede la dromaeosauridae și păsări.

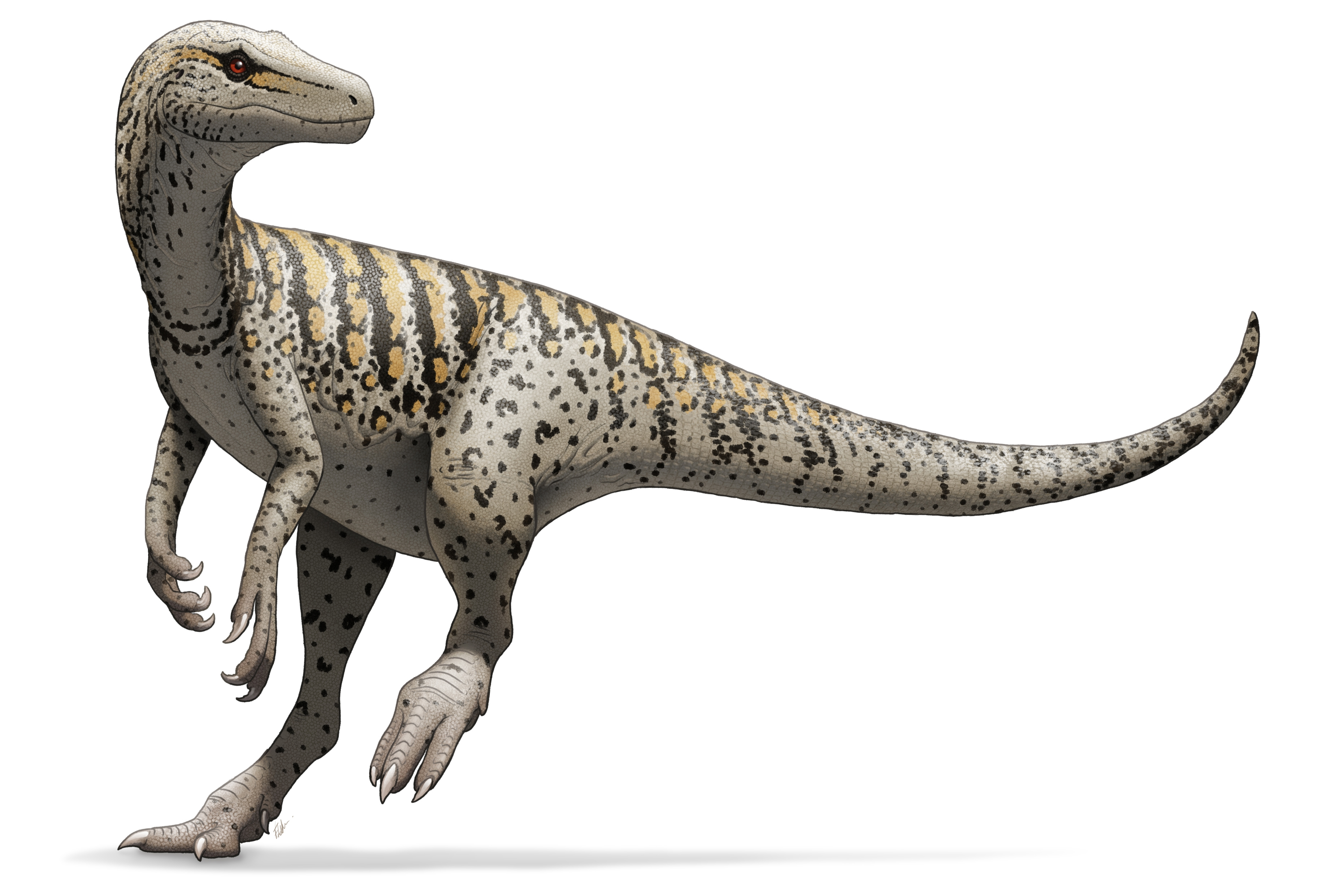
Impresie artistică

Herrerasaurus a avut un craniu îngust, lung și lipsit de aproape toate specializările care au caracterizat dinozaurii de mai târziu, însă se asemăna cu cei mai primitivi archosauri precum Euparkeria. Avea cinci perechi de fenestrae (deschideri de craniu), dintre care două perechi erau destinate ochilor și deschiderii nazale.
Herrerasaurus avea o articulație flexibilă între oasele dentare și cele postdentale, permițând animalului să alunece maxilarul inferior înainte și înapoi și să dea o mușcătură de compresie. Această specializare craniană este neobișnuită în rândul dinozaurilor, dar a evoluat independent la unele șopârle. Partea posterioară a maxilarului inferior avea, de asemenea, fenestrae. Fălcile erau echipate cu dinți mari, pentru a mușca și mânca carne, iar gâtul era subțire și flexibil.

## Clasificare
Cladogramă realizată de Alcocer și Martinez (2010):
|  | Staurikosaurus                                                  |
|  |                                                                 |
|  | \| \| Herrerasaurus \| \| \| \| \| \| Sanjuansaurus \| \| \| \| |
|  |                                                                 |
|  | Herrerasaurus                                                   |
|  |                                                                 |
|  | Sanjuansaurus                                                   |
|  |                                                                 |

|  | Herrerasaurus |
|  |               |
|  | Sanjuansaurus |
|  |               |

|  | Eodromaeus   |
|  |              |
|  | Tawa         |
|  |              |
|  | Neotheropoda |
|  |              |

|  | Staurikosaurus                                                  |
|  |                                                                 |
|  | \| \| Herrerasaurus \| \| \| \| \| \| Sanjuansaurus \| \| \| \| |
|  |                                                                 |
|  | Herrerasaurus                                                   |
|  |                                                                 |
|  | Sanjuansaurus                                                   |
|  |                                                                 |

|  | Herrerasaurus |
|  |               |
|  | Sanjuansaurus |
|  |               |

|  | Eodromaeus   |
|  |              |
|  | Tawa         |
|  |              |
|  | Neotheropoda |
|  |              |

|  | Staurikosaurus                                                  |
|  |                                                                 |
|  | \| \| Herrerasaurus \| \| \| \| \| \| Sanjuansaurus \| \| \| \| |
|  |                                                                 |
|  | Herrerasaurus                                                   |
|  |                                                                 |
|  | Sanjuansaurus                                                   |
|  |                                                                 |

|  | Herrerasaurus |
|  |               |
|  | Sanjuansaurus |
|  |               |

|  | Eodromaeus   |
|  |              |
|  | Tawa         |
|  |              |
|  | Neotheropoda |
|  |              |

|  | Staurikosaurus                                                  |
|  |                                                                 |
|  | \| \| Herrerasaurus \| \| \| \| \| \| Sanjuansaurus \| \| \| \| |
|  |                                                                 |
|  | Herrerasaurus                                                   |
|  |                                                                 |
|  | Sanjuansaurus                                                   |
|  |                                                                 |

|  | Herrerasaurus |
|  |               |
|  | Sanjuansaurus |
|  |               |

|  | Eodromaeus   |
|  |              |
|  | Tawa         |
|  |              |
|  | Neotheropoda |
|  |              |